# Zagreb XI
Die Fußballmannschaft Zagreb XI war eine Auswahl Zagreber Fußballspieler, die an drei Turnieren des Messestädte-Pokal teilnahm.
Teilnehmen sollte jeweils die beste Fußballmannschaft einer Messestadt. Da die Regeln nur ein einziges Team aus jeder Stadt zuließen, wurde beschlossen, aus den Vereinen Dinamo Zagreb, NK Zagreb, NK Lokomotiva Zagreb und NK Trešnjevka Zagreb ein Team nur für diesen Wettbewerb zu schaffen.

## Bilanz im Messepokal
| Saison  | Runde         | Gegner          | Gesamt | Hinspiel | Rückspiel |
| ------- | ------------- | --------------- | ------ | -------- | --------- |
| 1955–58 | Gruppe B      | Birmingham City | 0:4    | 0:1 (H)  | 0:3 (A)   |
| 1955–58 | Gruppe B      | Inter Mailand   | 0:5    | 0:4 (A)  | 0:1 (H)   |
| 1958–60 | 1. Runde      | Újpest Budapest | 4:3    | 4:2 (H)  | 0:1 (A)   |
| 1958–60 | Viertelfinale | Birmingham City | 3:4    | 0:1 (A)  | 3:3 (H)   |
| 1960/61 | 1. Runde      | CF Barcelona    | 4:5    | 1:1 (H)  | 3:4 (A)   |